# Linton G. Tischer Tri-Car Company
Linton G. Tischer Tri-Car Company war ein US-amerikanischer Hersteller von Automobilen.

## Unternehmensgeschichte
Linton G. Tischer betrieb in Peoria in Illinois einen Fahrradhandel, dessen Firmierung nicht überliefert ist. 1914 gründete er das Unternehmen zur Automobilproduktion. Der Markenname lautete Tischer. Im selben Jahr endete die Produktion. Insgesamt wurden nur wenige Fahrzeuge verkauft.

## Fahrzeuge
Im Angebot stand nur ein Modell. Tischer bezeichnete es als Tri-Cycle Car. Es war ein Dreirad mit vorderen Einzelrad. Ein luftgekühlter V2-Motor war hinter dem Vorderrad montiert. 85,725 mm Bohrung und 98,425 mm Hub ergaben 1136 cm³ Hubraum, womit das Hubraumlimit für Cyclecars überschritten war. Die Motorleistung von 9 PS wurde über ein Friktionsgetriebe und Riemen an die Hinterachse übertragen. Das Fahrgestell hatte 218 cm Radstand und 122 cm Spurweite. Die Karosserie war offen und bot Platz für zwei Personen nebeneinander. Das Leergewicht betrug etwa 295 kg. Der Neupreis betrug zunächst 425 US-Dollar und später 350 Dollar.